# Nicolas Berthelot
Nicolas Berthelot, född 26 juli 1964 i Paris, är en fransk före detta sportskytt.
Berthelot blev olympisk silvermedaljör i luftgevär, 10 meter vid sommarspelen 1988 i Seoul.